# Los cien mil hijos de san Luis
Los cien mil hijos de san Luis es la sexta novela de la segunda serie de los episodios nacionales de Benito Pérez Galdós, escrita en febrero de 1877 y publicada ese mismo año. Describe las intrigas de Fernando VII de España y su camarilla para facilitar la invasión de un ejército francés en 1823, los Cien Mil Hijos de San Luis, al mando del duque de Angulema, cuya consecución supuso el fin del trienio constitucional y el inicio de una época de terror conocida como la Década ominosa.
En este episodio, Galdós somete el relato histórico a la licencia literaria de un hipotético manuscrito, escrito por Jenara Baraona, que como ya hizo Juan Bragas en los primeros episodios, dará su versión «demagógica, hipócrita y egoísta» de los hechos. En realidad, Galdós se sirve en gran parte de los trabajos y textos históricos de Estanislao de Kostka Vayo, el marqués de Miraflores, Alcalá Galiano, Quintana, Mesonero e, incluso, de Chateaubriand.
Personajes históricos y literarios se entremezclan una vez más en el argumento de folletín romántico, con una Jenara Baraona que oficia de agente del rey Felón entre los franceses, negociando con el mismísimo vizconde de Chateaubriand.

El día siguiente, 1.º de Marzo, era el señalado por Chateaubriand para recibirme. Yo tenía vivísimos deseos de verle, por dos motivos: por mi comisión y porque había leído la Atala poco antes, hallando en su lectura profundo deleite. No sé por qué me figuraba al vizconde como una especie de triste Chactas, de tal modo que no podía pensar en él sin traer a la memoria la célebre canción.

Pero todo cambió cuando entré en el Ministerio y en el despacho del célebre escritor que llenaba el mundo con su nombre y había divulgado la manía de los bosques de América el sentimentalismo católico y las tristezas quejumbrosas a lo René. Vestía de gran uniforme. Su semblante pálido y hermoso no tenía más defecto que el estudiado desorden de los cabellos, que asemejaban su cabeza a una de esas testas de aldeano en cuya selvática espesura jamás ha entrado el peine. En sus ojos había un mirar tan vivo y penetrante, que me obligaba a bajar los míos. Estaba bastante decaído, aunque su edad no pasara entonces de los cincuenta y dos años. Su exquisita urbanidad era algo finchada y fría. Sonreía ligeramente y pocas veces, contrayendo los casi imperceptibles pliegues de su boca de mármol; pero fruncía con frecuencia el ceño, como una maña adquirida por la costumbre de creer que cuanto veía era inferior a la majestad de su persona.
 Capítulo X, Galdós (1877)